# Antoine Halligon
Antoine Edouard Troisœufs-Halligon est un homme politique français né le 9 novembre 1805 à Paris et mort le 7 décembre 1862 à Paris.

## Biographie
Il provient d'une famille du Craonnais. Il est capitaine de la garde nationale dans le département de la Seine. Propriétaire terrien, auditeur au Conseil d’État, il est maire de Bouchamps-lès-Craon et élu député de la Mayenne aux Élections législatives de 1857 contre Esprit-Adolphe Segrétain, siégeant comme indépendant mais votant avec la majorité. Il est fait chevalier de la Légion d'honneur en 1841.
Il est le fils de Antoine Troisœufs, avocat, député de l'Escaut et membre du Conseil des Cinq-Cents. Il adjoint le nom de sa mère en 1823, plus facile à porter que celui de son père.

## Sources
- « Antoine Halligon », dans Adolphe Robert et Gaston Cougny, Dictionnaire des parlementaires français, Edgar Bourloton, 1889-1891 [détail de l’édition]
- « Antoine Halligon », dans Alphonse-Victor Angot et Ferdinand Gaugain, Dictionnaire historique, topographique et biographique de la Mayenne, Laval, A. Goupil, 1900-1910 [détail des éditions] (BNF 34106789, présentation en ligne), t. IV